# Marco Lastri
Marco Lastri (Firenze, 6 marzo 1731 – Sant'Ilario a Settimo, 24 dicembre 1811) è stato un presbitero, scrittore, critico letterario traduttore ed economista italiano.
Si contraddistinse per un forte eclettismo culturale che lo portò ad occuparsi di un gran numero di generi letterari (biografia, diario, letteratura odeporica) e di partecipare a diversi dibattiti scientifici (riguardanti demografia, economia politica, agricoltura).

## Biografia
Marco Lastri nacque a Firenze il 6 marzo 1731 nel quartiere di S. Croce. A causa delle umili origini della famiglia, fu educato sin da bambino verso l'ecclesiastico ministero: studiò dapprima nel collegio Eugeniano della cattedrale di Firenze, e nove anni dopo, una volta diventato sacerdote, proseguì il suo percorso di studi nel seminario diocesano, dove conobbe G.M. Lampredi, futuro professore di diritto canonico e diritto pubblico a Pisa, e O. Marrini, filologo e poeta.
Grazie alle riforme dell'arcivescovo F.G. Incontri, Lastri poté apprendere, oltre alla teologia morale, il diritto civile e canonico, la lingua "toscana" e la matematica. Nel 1756 si laureò nel collegio teologico dello Studio fiorentino, e nello stesso anno pubblicò due sonetti d'occasione per le nozze di G. Dini con la marchesa Teresa Gerini (Firenze 1756).
Il pensiero di Lastri, vivace e attivo sin dalla giovane età, è testimoniato da una lettera inviatagli nel 1752 da Lampredi, che discute l’adesione all'ateismo e alla morale naturale. Nel 1759 gli fu concesso un beneficio nella pieve dei S. Giovanni e Lorenzo di Signa, nel cui archivio Lastri svolse le prime ricerche storico-antiquarie, che hanno dato vita alle “Memorie appartenenti alla vita ed al culto della b. Giovanna da Signa” (Firenze 1761).
Quando Lastri partì per Signa iniziò una corrispondenza epistolare con Giuseppe Bencivenni Pelli. Questi scambi di lettere mettono in luce non solo il Lastri ecclesiastico e letterato, ma anche il Lastri giovane uomo, che intessé storie d’amore con diverse gentildonne, ricordate con degli pseudonimi.
Lastri confidava nelle lettere un certo rammarico per l'isolamento che il nuovo impiego comportava e si mostrava avido di notizie sulle accademie, le librerie e i teatri che aveva frequentato. La Sacra Scrittura costituiva adesso la sua lettura principale, mentre alternava agli obblighi del ministero pastorale alcune frequentazioni di personaggi illustri che animavano il borgo di Signa con le loro villeggiature; tra questi, l'ambasciatore portoghese F. de Almada e monsignor G. Cerati, funzionario dell'Università di Pisa. Lastri mostrò inoltre un certo interesse per le opere recenti d'Oltralpe, così come gli intellettuali toscani formatisi nella Reggenza lorenese, aperti alle novità dell'Illuminismo francese. A proposito dell'Émile di Rousseau confessò di invidiare all’autore il modo in cui scriveva ma non il suo pensiero.
Da sempre orgoglioso delle sue origini, nel 1763 Lastri decise di collaborare alla stesura di Elogi degli uomini illustri toscani.
I 36 elogi scritti dall'autore, sebbene dedicati a figure molto conosciute, si caratterizzarono per la particolare visione che ne diede il Lastri. Ad esempio Machiavelli, autore del Principe, venne interpretato in chiave repubblicana.
Nel 1782, recensendo una nuova edizione dell'opera, Lastri decise però di ritrattare per paura di censure e scomuniche, sostenendo che Machiavelli, per quanto libero e repubblicano non aveva nulla contro la monarchia.
In quel periodo, Lastri recensì anche opere di letterati meno conosciuti, come G.Lami(1697-1770), fondatore delle Novelle Letterarie, che venne criticato per il suo "cinico" opporsi ai "più cari pregiudizi del volgo in materia di devota credulità". Questo fece sorgere una polemica con alcuni collaboratori di Lami, che difendevano questo "sommo filosofo" dalle opinioni di Lastri, ritenuto un "teologo mondano senza partito".
Nel 1772, Lastri tornò Firenze come preposto del battistero di San Giovanni e iniziò a partecipare in modo assiduo alla vita culturale della città.
Divenne socio dell'Accademia dei Georgofili nel 1770, dell'Accademia della Crusca nel 1773 e nello stesso anno dell'Accademia dell'Agricoltura di Padova.
Lastri, appassionato di agricoltura, intrattenne inoltre un intenso scambio di lettere con Arduino, agronomo e professore di Agricoltura proprio a Padova.
Due anni dopo, il segretario di Stato F.Seratti, gli comunicò la nomina a revisore delle stampe, con il compito di individuare tutto ciò che era contrario al buon costume e alla reputazione dei cittadini privati. Lastri dimostrò una certa disinvoltura verso la carica a lui riconosciuta tanto che nel 1781 fu richiamato da Pietro Leopoldo per aver consentito la stampa di un Gazzettino pubblicato da G. Allegrini, il quale conteneva espressioni satiriche e allusive contro il governo e di poco rispetto nei confronti di alcune corti.
Una volta tornato a Firenze iniziò a scrivere un diario, tenendolo in modo discontinuo sino al 1806, richiamandosi nello stile ai classici del genere (da Cesare a s. Agostino, a Montaigne). Nelle prime righe del diario vengono raccontate alcune curiosità scientifiche e gli aneddoti dei suoi incontri con viaggiatori stranieri di passaggio nella città toscana.
Nel 1774 stampò una delle sue più importanti opere di fama europea: il primo volume del Lunario per i contadini, dove trattò le teorie di agronomi francesi e inglesi, i principi fisiocratici e, soprattutto, la cultura agronomica toscana (quest’ultima finalizzata alla politica riformatrice del governo lorenese, che era impegnato a conciliare il sostegno della piccola proprietà terriera con le esigenze di un libero mercato). Ciò ebbe ripercussioni anche sul periodico Novelle letterarie, che iniziò ad occuparsi maggiormente di economia e a sostenere con sempre più fermezza che il modello toscano fosse superiore rispetto alla fallimentare politica francese di Quesnay e Turgot. I Lunari furono ristampati con edizioni nuove fino al 1834.
Una volta affrontato anche il genere della letteratura odeporica, pubblicando sul Magazzino toscano di S.Manetti una lettera contenente la descrizione della Valdelsa, pubblicò un progetto di nuovi registri di popolazione per uso della Toscana, preceduto da un opuscolo inglese (il saggio proposals for establishing more accurate and comprehensive bills of mortality in Manchester di Th. Percival, edito nel 1773) a cui seguirono le Ricerche sull’antica e moderna popolazione della città di Firenze per mezzo dei registri del battistero di S.Giovanni dal 1451 al 1774. Queste due opere si occupavano dei dibattiti dell’ ”aritmetica politica” nati in Inghilterra, Francia, Lombardia e infine Piemonte sabaudo. Anche in questo caso era stato Pelli ad occuparsene per primo e a trasferire al Lastri i materiali raccolti per completare le sue opere. La novità intuita da Lastri era basata su un calcolo della popolazione che si fondava su un coefficiente dedotto dal numero delle nascite, il quale confermava o correggeva i dati dei censimenti ufficiali. Le Ricerche furono uno dei primi lavori di demografia storica e le variazioni della popolazione venivano approcciate come se fossero collegate ai cambiamenti politici. L’amico di gioventù Lampredi, tuttavia, recensì in modo molto negativo l’opera del Lastri, avvelendosi di dimostrazioni scientifiche che ne compromettevano la validità. La recensione, pubblicata nel Giornale de' letterati di Pisa del 1775 (t. XIX, col. 216), deluse molto Lastri, soprattutto perché considerata simbolo del “tradimento” di una persona cara.
Il percorso intellettuale dell’autore continuò a essere caratterizzato dalle polemiche: una pubblicazione nella Gazzetta ecclesiastica, effettuato in forma anonima, era portatore di un’opinione diametralmente opposta rispetto all’ideologia di base della Gazzetta e gli valse numerose critiche.
Lastri sosteneva, infatti, che il clero doveva rendersi utile alla società in modo attivo, sia nell’ambito scientifico sia in quello artistico, mentre la Gazzetta riteneva che la Chiesa dovesse limitarsi a una “sana critica” (gennaio- aprile 1776).
Sempre nel 1776, Lastri pubblicò il Discorso dell'agricoltura di G.B. Tedaldi (XVI sec.) e l'Osservatore fiorentino sugli edifizj della sua patria (Firenze).
Quest’ultima si poteva ritenere una vera e propria guida al “forestiero filosofo”, in quanto venivano espletati al suo interno aneddoti, personaggi, curiosità e informazioni storico-artistiche. L’ennesimo cambio di genere rendeva ulteriormente evidente l’eclettismo culturale di Lastri.
In questi anni il Lastri ebbe un interesse particolare per gli “oltramontani”, che a suo giudizio coltivavano il gusto per la filosofia. Questo può essere dedotto dalla corrispondenza che ebbe con A. M. Bandini.
Nel 1778 ottenne il ruolo di direttore della redazione delle Novelle letterarie e sempre nello stesso anno effettuò un viaggio da Ferrara a Napoli.
Napoli la definì un "paradiso terrestre" (scritto a un amico nell'aprile del 1778: Firenze, Biblioteca nazionale, Acquisti e doni, b. 94, ins. 20).
Tradusse poi dall’inglese i sette Discourses sulle arti del disegno di J. Reynolds, poiché riteneva che le traduzioni già effettuate precedentemente da G. Baretti fossero “in lingua piuttosto bergamasca che italiana” (Lastri, Efemeridi, c. 54).
Il Lastri polemizzò anche su temi di politica economica con G.M. Ortes attraverso corrispondenza.
Egli ebbe corrispondenze anche con G. Arduino, A. Zorzi, F. Re e G. Filangieri a cui chiese delucidazioni per la parte della Scienza della legislazione dedicata al diritto criminale (Firenze, Biblioteca nazionale, Autografi Gonnelli, cass. 13, cc. 151-152, lettera di Filangieri, Napoli, 19 ott. 1781).
Dopo l’ascrizione all’Accademia Etrusca di Cortona (1778), Lastri, nel 1779, non solo ristampò ma aggiunse anche rilevanti interventi con tanto di note proprie e prefazione alla versione italiana dell’Antico e Nuovo Testamento, opera edita da A. Martini nel 1769 a Torino; la ristampa, invece, avvenne a Firenze. L’intento di questa parziale revisione dell’opera era quello di semplificarne l’eccessiva erudizione e facilitarne, quindi, una buona e più facile comprensione in un’ottica di divulgazione.
Proprio con l’intento di diffondere la cultura anche nei ceti sociali più bassi, iniziò su Novelle Letterarie una battaglia contro Rousseau e l’opera Contrat social, poi trascinata, sebbene in toni più pacati, fino ai primi anni ottanta con la corrispondenza con il magistrato F. Naville, ucciso nel 1793 dai robespierristi. In quegli anni Lastri si impegnò molto a sostenere la legge sull’abolizione della pena di morte (emanata da Pietro Leopoldo nel 1787), utilizzando come mezzo principale il suo periodico; a ciò contribuì anche il contesto della politica internazionale e del riformismo toscano liberista.
In questo periodo cercò di tenersi occupato anche in attività secondarie, come la direzione dell’orto botanico (1783) e la frequentazione del salotto di Maria Maddalena Morelli, poetessa nota come Corilla Olimpica. Riuscì, inoltre, ad arricchire l’uso della lingua inglese, grazie anche ai contatti con la comunità inglese di Firenze, tanto da tradurre le elegie di Th. Gray, pervase da una profonda malinconia che si stava diffondendo anche in Lastri stesso.
Lo spirito patriottico e filorepubblicano del Lastri lo spinse a comporre l’Elogio da Amerigo Vespucci (Firenze 1787) su proposta dell’Accademia Etrusca, ma, già nel 1792, l’autore, deluso dal poco consenso ricevuto, tornò più vicino a posizioni filomonarchiche, esortando i coloni americani ad affidarsi alla guida di sovrani come Pietro Leopoldo e Luigi XVI. Con la partenza di Pietro Leopoldo per Vienna (1792) venne annunciato, nel dispiacere delle persone a Lastri più care, la fine della pubblicazione delle Novelle Letterarie, proprio a causa della non più possibile protezione sovrana.
Dal 1791 al 1795, a Firenze, pubblicò l’Etruria Pittrice, opera in due volumi corredati di tavole: in esse trovò spazio soprattutto la pittura toscana e in particolar modo quella prerinascimentale. L’opera fu accolta con favore da L.Lanzi.
Nelle ultime lettere a Bandini e Pelli, il Lastri mostrò di essere interessato a progetti come Giornale georgico, destinato alla vita delle campagne e alla politica agraria e commerciale, l’Almanacco di economia del Granducato di Toscana, e Il cappello di paglia, dedicato alla manifattura della paglia praticata a Signa.
Mosso dal desiderio di trascorrere una vita in ritiro da “filosofo campagnardo”, rifiutò la cattedra di storia naturale ed agricoltura a Forlì. Nel 1806 fu ammesso col nome di “Lucido” nell’Accademia La Colombaria di Firenze e nel 1808, con la fine del Regno d’Etruria e il passaggio della Toscana all'Impero francese, con Questioni statistiche fatte dal governo francese rispose agli interrogativi del nuovo governo sulla produzione dell’olio e del vino in Toscana.
Morì il 24 dicembre 1811 “per un colpo apoplettico”. La perdita venne definita dal Giornale del Dipartimento dell’Arno “sensibilissima a tutti i buoni e a’ cultori delle lettere".

## Opere principali
- Lastri, Marco, 1793, Regole per i padroni dei poderi verso i contadini per proprio vantaggio e di loro, con dei Avvisi ai medesimi sulla loro salute. Aggiuntavi alcuni pensieri di un dilettante d'agricoltura sopra il problema di rivestire di piante, e coltivar le montagne spogliate. rovasi in fine de' quesiti fatti ad un dilettante d'agricoltura pistojese sulla coltivazione delle patate, e risposte ai medesimi; e una memoria sull'utilita de' cannetti, e sul metodo di piantarli e custodirli. del proposto Lastri autore delli dodici Calendarj ossia Corso completo di agricoltura pratica. - In Venezia: nella stamperia Graziosi a Sant'Apollinare.
- Lastri, Marco, 1763, Elogi degli uomini illustri toscani.
- Lastri, Marco, 1776, Osservatore fiorentino sugli edifizj della sua patria. Firenze: nella stamperia di Ant. Gius. Pagani, e Comp.[2]
- Lastri, Marco, 1793, Calendario del vangatore nel quale restano descritte le faccende mensuali del vangatore scritto dal proposto Lastri, produzione che deve essere sommamente cara agli agricoltori - In Venezia: nella stamperia Graziosi a Sant'Apollinare.
- Lastri, Marco, 1793, Calendario del pecorajo nel quale restano descritte le faccende mensuali del pecorajo scritto dal proposto Lastri: trattato necessario a chiunque nelle loro campagne vuol trar profitto da questo ricco ramo d'industria nel quale tutto è trattato diffusamente specialmente in ciò che riguarda le Lane - In Venezia: nella stamperia Graziosi a Sant'Apollinare.
- Lastri, Marco, 1793, Calendario del castagnajo nel quale restano descritte le faccende mensuali del castagnajo. Scritto dal proposto Lastri descrizione utilissima nella quale s'indica l'unico mezzo di far propagare una pianta di tanta utilita per alimentare la gente della campagna, articolo dell'agricoltura in molti luoghi dell'Italia trascurato; con infine la regola per macinar le castagne, e la maniera di conservarne la farina - In Venezia: nella stamperia Graziosi a Sant'Apollinare.
- Lastri, Marco, 1793, Calendario del maremmano nel quale restano descritte le faccende mensuali del lavoratore maremmano pubblicato dal proposto Lastri libretto utilissimo, che insegna la vera maniera di far la sementa, e le altre faccende sino alla tiratura e riponitura de'grani - In Venezia: nella stamperia Graziosi a Sant'Apollinare.
- Lastri, Marco, 1793, Ricette veterinarie e georgiche / raccolte per bene dei proprietari delle terre, e dei contadini dal proposto Lastri autore dei dodici calendarj, ossia Corso completo di agricoltura pratica -  In Venezia: nella stamperia Graziosi a Sant'Apollinare.